# 里沃杜普拉日
里沃杜普拉日（法語：Rivedoux-Plage，法語發音：[ʁivdu plaʒ]）是法国滨海夏朗德省的一个市镇，位于该省西北部的雷岛之上，属于拉罗谢尔区。

## 地名
“Plage”在法语中意为“海滩”。

## 地理
里沃杜普拉日（46°9'33"N, 1°16'32"W）面积4.52 平方千米，位于法国新阿基坦大区滨海夏朗德省，该省份为法国西部滨海省份，北起旺代省，西临大西洋，南至吉倫特省，东南接多爾多涅省，东北接德塞夫勒省接壤，东临夏朗德省。
与里沃杜普拉日接壤的市镇（或旧市镇、城区）包括：拉弗洛特、拉罗谢尔、圣玛丽德雷。
里沃杜普拉日的时区为UTC+01:00、UTC+02:00（夏令时）。

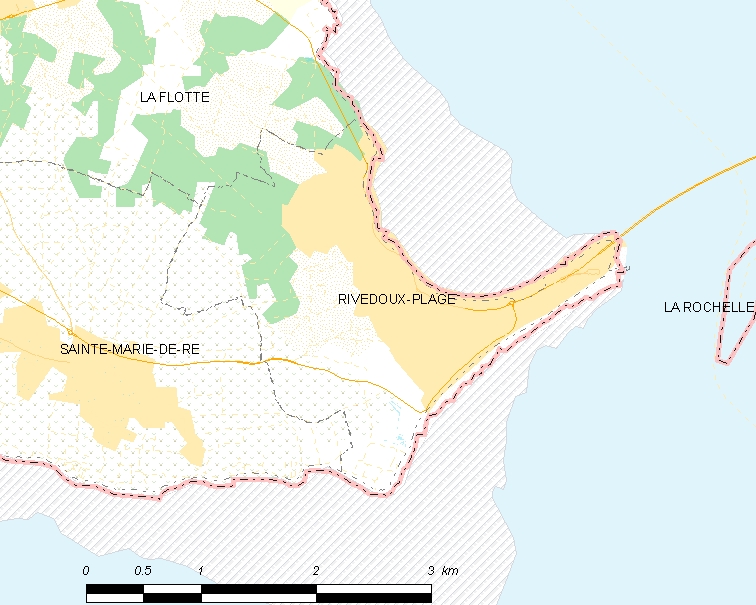
里沃杜普拉日的OSM定位图

## 行政
里沃杜普拉日的邮政编码为17940，INSEE市镇编码为17297。

## 政治
里沃杜普拉日所属的省级选区为雷岛县。

## 人口

1962-2008年间里沃杜普拉日人口变化图示

里沃杜普拉日于2022年1月1日时的人口数量为2428人。